# Vice-président du Venezuela
Le vice-président exécutif de la république bolivarienne du Venezuela est le deuxième personnage de l’État du Venezuela. Il est le plus proche collaborateur du président de la République selon la Constitution.
L'actuelle titulaire de la fonction est Delcy Rodríguez depuis le 14 juin 2018.

## Histoire
Le poste de vice-président de la République apparaît en 1811 puis est confirmé dans la Constitution de 1830, puis dans celle de 1858, avant de disparaître à partir de 1864. La Constitution de 1901 recrée deux postes de vice-président, supprimés par la Constitution de 1914 et brièvement réinstaurés en 1922-1923.
Après l'adoption de la Constitution de 1999, la fonction de vice-président de la République est créée. Son premier titulaire prend ses fonctions en 2000.

## Pouvoirs et attributions
Le vice-président de la République est le premier dans l'ordre de succession du président de la République, quand celui-ci est incapable d'exercer ces fonctions dans des cas exceptionnels prévus par les articles 233 et 234 de la Constitution.

### Nomination
Le vice-président est nommé et destitué par le président de la République. Il peut également être destitué par une motion de censure ayant obtenu les deux tiers des voix de l'Assemblée nationale. Dans le cas où l'Assemblée destitue au moins trois vice-présidents durant le mandat de six ans du président de la République, celui-ci est alors autorisé à la dissoudre. 

### Fonctions
Selon la Constitution de 1999, les fonctions du vice-président exécutif de la République sont les suivantes :  
1. collaborer avec le président de la République et diriger les actions du gouvernement ;
2. coordonner l'administration publique nationale an accord avec les instructions du président de la République ;
3. proposer la désignation et la destitution des ministres au président de la République ;
4. présider le cabinet si le président de la République est absent ;
5. coordonner les relations entre l'Assemblée nationale et l’exécutif ;
6. présider le conseil fédéral du gouvernement ;
7. nommer et destituer, en accord avec la loi, les fonctionnaires ou les fonctionnaires nationaux dont la désignation n'a pas été attribuée à une autre autorité ;
8. se substituer au président de la République en cas d'absence de celui-ci ;
9. exercer les fonctions qui lui sont déléguées par le président de la République.

## Liste des vice-présidents de la République
| Nom                                         | Début de mandat  | Fin de mandat    | Notes                                                     |
| ------------------------------------------- | ---------------- | ---------------- | --------------------------------------------------------- |
| Diego Bautista Urbaneja                     | 1830             | 1833             | Intérim                                                   |
| Andrés Narvarte                             | 1833             | 1837             | Élu indirectement                                         |
| Carlos Soublette                            | 1837             | 1841             | Élu indirectement                                         |
| Santos Michelena                            | 1841             | 1844             | Élu indirectement                                         |
| Diego Bautista Urbaneja                     | 1845             | 1849             | Élu indirectement                                         |
| Antonio Leocadio Guzmán                     | 1849             | 1851             | Élu indirectement                                         |
| Joaquín Herrera                             | 1851             | 1855             |                                                           |
| fonction vacante puis abolie                | 1855             | 1858             |                                                           |
| Manuel Felipe Tovar                         | 1858             | 1860             | Intérim                                                   |
| Pedro Gual Escandon                         | 1860             | 1861             | Élu indirectement                                         |
| Antonio Leocadio Guzmán                     | 1863             | 1864             | Intérim                                                   |
| fonction abolie puis vacante                | 1864             | 1901             |                                                           |
| Jesús Ramón Ayala et Juan Vicente Gómez     | 1901             | 1904             |                                                           |
| Juan Vicente Gómez et José Antonio Velutini | 1905             | 1910             |                                                           |
| fonction vacante                            | 1910             | 1922             |                                                           |
| Juan Crisóstomo Gómez et José Vicente Gómez | 1922             | 1923             |                                                           |
| fonction vacante                            | 1923             | 2000             |                                                           |
| Isaías Rodríguez                            | 24 janvier 2000  | 28 décembre 2000 |                                                           |
| Adina Bastidas                              | 28 décembre 2000 | 13 janvier 2002  |                                                           |
| Diosdado Cabello                            | 13 janvier 2002  | 28 avril 2002    | Président par intérim 13 - 14 avril 2002                  |
| José Vicente Rangel                         | 5 mai 2002       | 8 janvier 2007   |                                                           |
| Jorge Rodríguez                             | 8 janvier 2007   | 3 janvier 2008   |                                                           |
| Ramón Carrizales                            | 3 janvier 2008   | 27 janvier 2010  |                                                           |
| Elías Jaua                                  | 27 janvier 2010  | 13 octobre 2012  |                                                           |
| Nicolás Maduro                              | 13 octobre 2012  | 9 mars 2013      | Devient président par intérim après la mort d'Hugo Chavez |
| Jorge Arreaza                               | 9 mars 2013      | 6 janvier 2016   | Intérim du 9 mars au 19 avril 2013                        |
| Aristóbulo Istúriz                          | 6 janvier 2016   | 4 janvier 2017   |                                                           |
| Tareck El Aissami                           | 4 janvier 2017   | 14 juin 2018     |                                                           |
| Delcy Rodríguez                             | 14 juin 2018     | 10 janvier 2025  |                                                           |
| Delcy Rodríguez                             | 10 janvier 2025  | en fonction      |                                                           |